# Nová antikapitalistická levice
Nová antikapitalistická levice (NAL) vznikla koncem roku 2009 na základě výzvy ke sjednocení radikální levice adresované vedle radikálně levicové veřejnosti také Socialistické solidaritě (SocSol), Socialistické organizaci pracujících (SOP), Socialistické alternativě Budoucnost (SAB) a Skupině revoluční mládeže REVO.[zdroj?]
Její vznik byl inspirován Novou antikapitalistickou stranou (NPA) ve Francii, od které si také propůjčila své logo.
Ideologicky se Nová antikapitalistická levice vymezuje jako antikapitalistická. To znamená, že se neomezuje na jeden z radikálně levicových směrů. Vymezuje se naopak jako alternativa k parlamentní levici (ČSSD, KSČM).
Nová antikapitalistická levice se na jaře 2010 rozhodla zahájit proces své registrace jakožto politického hnutí.
NAL pořádá každoročně Antikapitalistický kemp a snaží se podporovat lidi bez domova. Od dubna 2010 pak provozuje též Antikapitalistickou právní poradnu. Vydává časopis Nová levice.